# Полет 2553 на „Аустрал Линеас Айреас“
Полет 2553 на „Аустрал Линеас Айреас“ е редовен вътрешен пътнически полет от летище „Либертадор генерал Хосе де Сан Мартин“, Посадас, до летище „Хорхе Нюбери“, Буенос Айрес, Аржентина, управляван от „Аустрал Линеас Айреас“. На 10 октомври 1997 г. самолетът „Макдонъл Дъглас DC-9-32“, който изпълнява полета, се разбива в земите на „Естансия Магаланес“, Нуево Берлин, на 32 км от Фрай Бентос, Уругвай и убива всички 69 пътници и 5 членове на екипажа на борда на машината. Преди катастрофата машината е отклонена към Уругвай, в опит да се избегне буря по маршрута.
Според разследване на аржентинските и уругвайските военновъздушни сили „тръбата на Пито“ (основният инструмент за измерване на въздушната скорост на самолета) замръзва, когато машината преминава през купесто-дъждовен облак с височина от 15 000 м, а това блокира инструмента и той започва да дава неверни показания. Проблемът се усложнява от липсата на аларма, предназначена да съобщава за такава неизправност (което повдига сериозни въпроси относно нередностите при инспекциите от аржентинските военновъздушни сили).
По време на спускането въздушната скорост от 300 км/ч за 3 секунди достига до 800 км/ч, което може да означава само внезапно размразяване на „тръбата на Пито“. Специалистите изчисляват, че самолетът се разбива при 70-градусов наклон на носа. В зависимост от източника кратерът, оставен от катастрофата, е дълбок между 6 и 8 м и широк от 24 до 30 м.